# Döden spelar schack

Döden spelar schack är en svensk muralmålning av Albertus Pictor i Täby kyrka i Täby kyrkby från 1480-talet.
Döden spelar schack är den mest kända kalkmålningen i Täby kyrka. Den finns i västra valvkappan, högst upp i trappan till orgelläktaren och är utförd al secco på ett tunt slamningsskikt. Denna målning har inte som flertalet övriga målningar i kyrkan ett bibliskt motiv, utan utgör en moralitet. Den föreställer en man, som spelar schack med Döden. Motiv med schackspel förekom under medeltiden som förmedling av moraliska budskap, i detta fall att man ska reflektera över hur ens handlingar kan bestraffas eller belönas efter döden. Målningen är kompletterad med ett numera bleknat band med text på svenska. Enligt äldre nedteckningar lyder texten: ”Jak spelar tik matt”.

## Beskrivning
Målningen är utförd av Albertus och hans arbetslag på omkring fem personer, som under 1400-talet utsmyckade ett 30-tal svenska kyrkor. Långhuset i Täby kyrka har fyra kryssvalv, vilka slogs omkring 1450. Albertus Pictors verkstad anlitades för att på 1480-talet förse väggar och valv med målningar. Till skillnad mot flertalet kalkmålningar i andra kyrkor i Sverige har valven i Täby kyrka inte kalkats över. Däremot vitlimmades väggmålningarna i samband med en restaurering 1787, för att rengöras 1992–1993. I samband med rengöringen gjordes kemiska analyser av målningarna. Det bindemedel som användes var framförallt kalk, men även kasein och erukasyra.

## Motiv i filmen Det sjunde inseglet
Målningen inspirerade Ingmar Bergman till en scen i filmen Det sjunde inseglet från 1957. Filmen utspelar sig i mitten av 1300-talet, under digerdöden. Riddaren Antonius Block och hans väpnare Jöns återkommer till Sverige efter att ha deltagit i ett korståg till det heliga landet. När Döden dyker upp för att hämta honom, ber han om att få spela ett parti schack för att skjuta upp det oundvikliga.